# West Virginia National Guard
La West Virginia National Guard è una componente della Riserva militare inquadrata sotto la U.S. National Guard. Il suo quartier generale è situato presso la città di Charleston.

## Organizzazione
Attualmente, al 2024, sono attivi i seguenti reparti:

### Componente Terrestre
- West Virginia Army National Guard
  -  77th Troop Command
  -  771st Troop Command
  -  772nd Aviation Troop Command
  -  111th Engineer Brigade

### Componente Aerea
- West Virginia Air National Guard
  -  130th Airlift Wing
  -  167th Airlift Wing